# Skam (webserie)
Skam è una serie televisiva norvegese, pubblicata inizialmente come webserie nel 2015. È stata prodotta da NRK.
La serie segue la vita quotidiana di studenti del liceo Hartvig Nissens skole a Oslo. Le quattro stagioni sono raccontate dal punto di vista di uno dei protagonisti (Eva, Noora, Isak e Sana) e la prima visione è terminata nel 2017.

## Storia della serie
Skam segue, in ogni stagione, le vicende di un nuovo personaggio. Durante la messa in onda, venivano pubblicate quotidianamente nuove clip, conversazioni o post sui social media sul sito web della NRK. Ogni stagione si concentra su argomenti particolari, e, durante la produzione, la creatrice Julie Andem ha avuto lunghe interviste di ore, con persone del target di riferimento per essere in grado di raccontare le loro storie. La prima stagione, che ha debuttato nel settembre 2015, si concentra su difficoltà relazionali, solitudine, identità e appartenenza. La seconda stagione, che ha debuttato a marzo 2016, si concentra su una relazione travagliata, femminismo, disordini alimentari e violenza sessuale. La terza stagione, che ha debuttato nell'ottobre 2016, si concentra sulle difficoltà del coming out, omosessualità, malattie mentali e religione. La quarta e ultima stagione, che ha debuttato nell'aprile 2017, si concentra sulla religione islamica, sull'amore proibito, sul cyberbullismo e sul periodo Russefeiring in Norvegia. L'episodio finale della serie, in onda nel giugno 2017, si concentra su una varietà di racconti attraverso clip individuali, tra cui la depressione di genitori, il rifiuto dell'amore e il supporto reciproco nelle relazioni. Per quanto riguarda la decisione di chiudere la serie , il capo della NRK P3 Håkon Moslet ha dichiarato che la realizzazione di Skam è stata «uno sport estremo», e in un post su Instagram, la creatrice, sceneggiatrice e registra Julie Andem ha scritto che «Skam è stato un lavoro di 24 ore su 24. È stato anche incredibilmente divertente lavorarci, e credo davvero che abbia dato alla serie un'energia unica, e ci siamo assicurati che Skam continuasse a sorprendere e divertire. Abbiamo recentemente deciso che non ci sarà una nuova stagione questo autunno. So che molti di voi lì fuori saranno sconvolti e delusi di sentire ciò, ma confido nel fatto che questa sia la decisione giusta.»
Skam ha debuttato senza alcuna promozione dovuto al desiderio della produzione della rete affinché gli adolescenti lo trovassero da soli e diffondere le notizie senza che la generazione precedente si accorgesse della serie. Gli attori sono stati protetti dai media, senza interviste di lancio. Tuttavia, lo show ha superato i record di visualizzazioni. Il primo episodio originale, trasmesso per la prima volta a settembre 2015, è uno degli episodi più visti di qualsiasi serie sul servizio di streaming NRK TV di NRK, e la serie è stata responsabile della metà di tutto il traffico su NRK TV nella prima stagione di giugno 2016. La terza stagione, in onda alla fine del 2016, ha battuto tutti i record sullo streaming su NRK TV e in Norvegia. In seguito ai suoi accordi di licenza con diversi altri paesi europei, ha anche superato il record di visualizzazioni in Danimarca e in Svezia. A partire dalla terza stagione, lo show è diventato virale, attirando fan internazionali sui social media, dove i fan hanno pubblicato traduzioni per aiutare a capire. Lo show è stato un trend a livello mondiale in diverse occasioni, le location sono state visitate dai fan e gli attori hanno ricevuto attenzioni da tutto il mondo. Nel mese di gennaio 2017, NRK ha geo-bloccato il sito Web ai visitatori stranieri su richiesto dell'industria musicale, a causa dell'uso di musica concessa solo per il pubblico norvegese. NRK ha dichiarato che stava lavorando con l'industria musicale per trovare una soluzione che consentisse la visione internazionale di nuovo, e il blocco è stato rimosso per i paesi nordici nell'aprile 2017.
Skam ha ricevuto il plauso della critica e un riconoscimento significativo per il ritratto fatto sull'abuso sessuale nella seconda stagione e sull'omosessualità nella terza. La quarta stagione è stata elogiata in Norvegia per aver parlato della religione, ma ha ricevuto un feedback scarso dai telespettatori internazionali per un finale «brusco», trame oscurate e spiegazioni scialbe sull'islamofobia. La serie è stata elogiata per il contributo alla promozione della lingua e della cultura norvegese, ed è stata degna di nota per il modo di distribuzione basata su frammenti quotidiani in tempo reale unica al mondo. Ha vinto numerosi premi, tra cui Best TV Drama, Best New Show, Innovation of the Year, e Newcomer of the Year at the 2016 Norwegian Gullruten awards, and TV Moment of the Year, People's Choice Award, Best Writing for a Drama and Best Directing for a Drama ai Gullruten Awards 2017. La serie è stata adatta per uno spettacolo teatrale danese e per adattamenti televisivi in produzione negli Stati Uniti, Germania, Francia, Italia, Spagna, Paesi Bassi, Belgio e Croazia.

## Distribuzione
La prima scena è stata pubblicata sul web il 22 settembre 2015, seguito dal primo episodio completo il 25 settembre in TV.
La seconda e la terza stagione della serie sono andate in onda rispettivamente nella primavera e nell'autunno del 2016.
Il 9 dicembre 2016 è stato annunciato che una versione statunitense della serie, dal titolo Shame, entrerà in produzione nel 2017. Nello stesso giorno è stato annunciato che la quarta stagione della serie uscirà nella primavera del 2017.
Il 7 aprile 2017 è stato distribuito il trailer della quarta stagione che vede Sana Bakkoush come protagonista. Il debutto è fissato per il 14 aprile 2017. Con lo stesso trailer viene annunciato che la quarta stagione sarà la stagione conclusiva della serie.

## Personaggi
- Eva Kviig Mohn

Eva è la protagonista della prima stagione, ha sedici anni e si è trasferita da Bergen ad Oslo a circa dodici anni, a seguito del divorzio dei genitori. Ha una relazione con Jonas, suo compagno di scuola. Sua madre sembra essere assente per gran parte della sua vita, a causa dei continui impegni lavorativi. È una ragazza spiritosa, intelligente e simpatica, ma molto insicura, ciò la porta ad andare spesso in confusione. 
All'inizio della prima stagione la troviamo al primo anno alla Nissen e sembra non aver stretto amicizia con nessuno, motivo per cui sembri sprofondare in uno stato di sempre maggiori insicurezze. Questo la porterà a conoscere quasi disperatamente quelle che diventeranno le sue migliori amiche, Vilde, Noora, Chris e Sana. Alternando così la forte amicizia che le lega con il dover fronteggiare i problemi con le sue precedenti amiche, Ingrid e Sara. Durante il corso della stagione si scopre, infatti, che Jonas aveva una relazione con Ingrid, migliore amica di Eva per molti anni, e che i due si siano lasciati a causa del tradimento di Jonas, innamoratosi di Eva. Alla fine della prima stagione, però, anche la loro storia arriva al capolinea: Eva comprende quanto la loro relazione sia nociva per lei, che abbia bisogno di emergere da quella storia che non le dà modo di trovare se stessa, troppo impegnata a compiacere Jonas e, in generale, gli altri. 
Dalla seconda stagione in poi, il suo essere libera da situazioni sentimentali la porta a trovare rifugio in feste, alcool e relazioni da una notte, sviluppando però ugualmente un legame con Chris Schistad.
- Noora Amalie Sætre

Noora è la protagonista della seconda stagione, è la prima amica di Eva alla Nissen e la sua relazione con William Magnusson caratterizza la trama della seconda stagione. Agli occhi di Eva è introdotta come una forza della natura: determinata, bellissima e sicura di sé. Durante la seconda stagione ogni certezza crolla e viene mostrato il suo lato più umano e insicuro: cerca di evitare Vilde che, infatuata di William, viene tenuta all'oscuro della storia tra Noora e il ragazzo, ritenendo che siano ormai entrambi importanti nella sua vita per doversi allontanare o dall'uno, o dall'altro. Inoltre, crede di essere stata stuprata dal fratello di William, Nikolaj Magnusson, in un momento di crisi nella coppia. Questo la porta ad una forte depressione e chiusura nei confronti degli altri, anche dello stesso William, quando vorrà aiutarla.
Alla fine della seconda stagione va a vivere con William a Londra, costretto a trasferirsi per lavorare con il padre residente a Londra, per poi ritornare ad Oslo durante la terza stagione. Il motivo viene spiegato solo nella quarta.
- Isak Valtersen

Isak è il protagonista della terza stagione e la sua difficoltà nell'accettare il suo orientamento sessuale, la sua relazione con Even e la malattia mentale di quest'ultimo ne caratterizzeranno la trama. 
Durante le stagioni si vengono a conoscere diversi aspetti della sua situazione familiare, specialmente sulla condizione mentale della madre, che lo porteranno a trasferirsi nell'appartamento di Noora, dopo il trasferimento di quest'ultima a Londra, diventando così il conquilino di Eskild e Linn. Proprio Eskild, omosessuale dichiarato, sarà una fonte importante di nozioni e sicurezza per Isak nell'accettare la propria sessualità, prima che ammetta apertamente di essere gay e di amare Even.
Nella quarta stagione i due vanno a vivere insieme, lasciando così di nuovo la camera a Noora, tornata a metà della terza stagione da Londra.
- Sana Bakkoush

Sana è la protagonista della quarta e ultima stagione della serie. È introdotta, nella prima stagione, come un personaggio forte, diffidente e determinato. In realtà, nel corso delle stagioni, viene fuori il vero carattere. È infatti un'ottima amica, leale con chiunque conti per lei ed è, in realtà, una persona estremamente dolce e comprensiva. È amica di Eva, Noora, Chris e Vilde, ma nel tempo stringe amicizia anche con Isak, diventando il collante tra tutti i gruppi centrali della storia.
Durante la propria stagione attraversa una crisi a causa della cotta per Yousef Acar, uno dei migliori amici di suo fratello Elias, che sembra non essere musulmano, quindi non adatto ad una relazione con lei. Sembra inoltre che Noora sia interessata a Yousef e che il ragazzo ne ricambi le attenzioni, questo la porta ad un violento crollo emotivo.
Il crollo di Sana, che vuole lasciare a Noora e Yousef più spazio, nonostante la propria sofferenza, non fa che aumentare il peso che grava sulle sue spalle: l'essere una minoranza religiosa, che, oltre ad essere vista con distacco, non le lascia la libertà di amare un ragazzo non musulmano. Sentendosi incompatibile con lo stile di vita delle sue amiche, se ne allontana. Il gruppo sembra spezzarsi in quanto tutte sembrano troppo occupate a preoccuparsi della nuova popolarità (data dalla nascente unione con le Pepsi Max, un gruppo di ragazze che si prepara al Russ 2018) per accorgersi di Sana e della sempre maggiore chiusura. Durante il Ramadan, inoltre, Sana si trova a compiere un atto di cyber bullismo nei confronti di una delle Pepsi-Max, verrà però coperta di Isak che se ne prende tutte le colpe.
Quando Sana decide di smettere di tenere tutti i problemi per sé, come è solita fare, e di aprirsi un po' di più, ammette le proprie colpe e riesce a ritrovare la fiducia nella propria religione. Questo porta anche Eva, Chris, Noora e Vilde a fare un passo avanti: decidono di uscire dal nuovo gruppo Russ 'Flawless since '99', creato con le Pepsi Max, e di tornare ad essere solo loro cinque.
Successivamente, Sana scopre che tra Yousef e Noora non esiste alcun tipo di storia.
- Jonas Noah Vasquez

È il fidanzato di Eva nella prima stagione e migliore amico di Isak, ma successivamente anche di Mahdi Disi e Magnus Fossbakken.
Nonostante nella prima stagione sia quasi messo in cattiva luce, a causa del modo in cui Eva inizia a vedere la loro storia, è una persona estremamente gentile e comprensiva, prova a fare del suo meglio con gli amici ed è un grande ascoltatore. Si rivela essere un ottimo sostenitore e supporto per Isak nell'accettazione di sé stesso e quindi della propria sessualità.
Nella quarta stagione è il terzo protagonista di una clip dell'ultima puntata, in cui viene a galla una storia nascosta con Emma W. Larson (ex di Isak) e dei possibili sentimenti per Eva, dopo aver scoperto che tra lei e Christoffer potrebbe esserci una storia seria.
- William Magnusson

È il migliore amico di Chris Schistad e il fidanzato di Noora tra la seconda e la quarta stagione ed è inizialmente descritto come uno degli studenti più grandi della Nissen, che non si cura delle ragazze e dei loro sentimenti. Fa infatti parte dei 'Penetrators', il gruppo Russ maschile più popolare della scuola, che sembra prendere in simpatia la cerchia di Eva, Chris, Vilde, Sana e Noora. La sua storia con quest'ultima mostra il suo lato più protettivo e gentile, ma anche quello più violento quando si sente minacciato.
Nella quarta stagione si scopre grazie ad Eva, a cui lo ha confidato Christoffer, che pare abbia una nuova ragazza a Londra: Noora ne viene a conoscenza dopo diverso tempo. Con sorpresa di tutti William torna ad Oslo, facendo la sua comparsa al diciottesiomo compleanno di Eva, dopo che Sana, per vendetta nei confronti di Noora, gli scrive una mail fingendosi la propria amica e chiedendogli di tornare, se la ama ancora. 
- Even Bech Næsheim

È il fidanzato di Isak e soffre di disturbo bipolare. Prima di trasferirsi alla Nissen, frequentava la Elvebakken con Mikael, amico del fratello di Sana. 
Durante la quarta stagione si scopre che lui e la ragazza si conoscono, nonostante questo legame non venga mai menzionato durante la terza: Even era parte del gruppo di Elias, Mikael, Yousef e altri due amici di questo, Adam e Mutta. L'allontanamento tra il ragazzo di Isak e il resto del gruppo è spesso collegato al fatto che Even abbia provato a baciare Mikael, ma Yousef spiega a Sana che in realtà erano una serie di comportamenti strani del ragazzo, successivamente riconducibili al suo disturbo bipolare, che lo hanno visto tagliare tutti i legami con il vecchio gruppo di amici.
È il quinto protagonista a cui è dedicata un clip dell'ultima puntata della quarta stagione, il cui nodo centrale è l'importanza di Isak nella sua vita e sul voler sempre fare meglio per renderlo felice. 
- Vilde Lien Hellerud

Amica di Eva, Noora, Sana e Chris, è una ragazza abbastanza insicura, ma anche ambiziosa e leale. Inizialmente ha una cotta per William, ma quando scopre che lui e Noora hanno una relazione riesce a superare il tradimento dell'amica e, alla fine della terza stagione, inizia una storia con Magnus, amico di Isak, Mahdi e Jonas. Durante le prime due stagioni soffre di disturbi alimentari, che riesce a superare grazie a Noora, e nella quarta questo suo problema viene deriso per vendetta da un paio di ragazze delle Pepsi Max. Ciò non fa che aumentare il distacco successivo tra il suo gruppo di amiche e quello a cui si erano unite per il Russ.
Durante la quarta stagione è la protagonista della prima clip dell'ultima puntata, in cui viene mostrata la sua vita familiare. Infatti la madre sembra soffrire di depressione e lei appare come una persona totalmente differente da come è stata mostrata per tutta la serie: si assume le responsabilità che il genitore non è in grado di affrontare e cerca di essere l'adulta della situazione, anche se ha solo diciassette anni.
- Chris Berg

Amica di Eva, Noora, Sana e Vilde, è la più divertente e spontanea del gruppo. È quella sempre con la battuta pronta e non si tira mai indietro per partecipare ad una festa, o consolare un'amica, ha un carattere amichevole e non sembra arrabbiarsi mai: anche quando le altre litigano, è l'unica che cerca di aggiustare la situazione e non si schiera da nessuna parte.
Va molto d'accordo con Eva, con cui le piace uscire e divertirsi, e Sana che, essendo la più schiva e diffidente del gruppo, ha bisogno a volte di qualcuno come Chris che la aiuti a metterla a suo agio. 
Dalla seconda alla terza stagione ha una relazione con Kasper Folkstad, un ragazzo conosciuto durante una vacanza con le sue amiche nella baita messa a disposizione dalla nonna.
Durante la quarta stagione, si viene a sapere che lei e Kasper non si frequentano più, nonostante i motivi siano ignoti.
È la quarta protagonista a cui viene dedicata una clip durante l'ultima puntata della stagione. Durante questa Vilde le chiede un aiuto economico per l'ennesima volta e, non sapendo se darglieli sia la mossa giusta, chiede aiuto al medico della scuola: questo la spinge a riflettere sul suo ruolo di amica e accettazione di sé come tale.
- Christoffer Schistad

Meglio conosciuto come Chris, o Penetrator Chris, è il primo dei ‘Penetrators’ che viene introdotto nella storia ed è il migliore amico di William. 
Fa la sua prima comparsa durante una festa a cui Eva Mohn decide di partecipare, per chiarire ogni screzio con Ingrid, quando una Vilde piangente nel bagno del locale, le chiede di chiamare Chris: si incontrano sulla pista da ballo e quando torna da quella che sarà una delle sue migliori amiche, si scopre che in realtà sia lui, che l'altra persone che Vilde cerca realmente, Chris Berg, hanno lo stesso nome.
Christoffer viene ufficialmente introdotto come uno studente della Nissen, nei giorni successivi, quando saluta Eva a scuola e le sue amiche decidono che devono utilizzare quella conoscenza per riuscire ad entrare nelle grazie dei 'Penetrators'.
Sana suggerisce a Eva di flirtare con lui, ma la situazione precipita quando la relazione tra la ragazza e Jonas comincia a creparsi e ad una festa Chris ed Eva si baciano. Quella sera lei scopre che anche il membro dei ‘Penetrators’ è fidanzato, così decidono di tenere il loro bacio segreto.
Quando Jonas ed Iben lo vengono ugualmente a scoprire, entrambe le coppie rompono e Chris, come Eva, torna single.
Durante la seconda stagione appare con diverse ragazze a diversi party, ma nello stesso periodo si viene a sapere che lui e Eva vanno a letto insieme, senza però essere vincolati da sentimenti.
Una volta che William è partito per Londra e sia lui che Chris si sono diplomati, quest'ultimo viene sempre mostrato in atteggiamenti intimi con Eva, anche a feste inusuali per una personalità popolare ed influente come lui, nonostante sia confermato che i due non stiano comunque insieme.
Nella quarta stagione partecipa al diciottesimo compleanno della rossa e, la mattina successiva, la ragazza posta alcuni video con Chris, Eskild e Linn, lasciando intuire che abbiano passato tutta la notte insieme a festeggiare.
È il protagonista della seconda clip dell'ultima puntata e l'intera scena ha come tema centrale la sua cotta per Eva che, vista attraverso i suoi occhi, risulta essere più testarda e sicura di quanto sia apparsa nelle stagioni passate. Alla richiesta di diventare una coppia, lei sembra rifiutare anche se lo sviluppo successivo risulta poco chiaro.

## Episodi

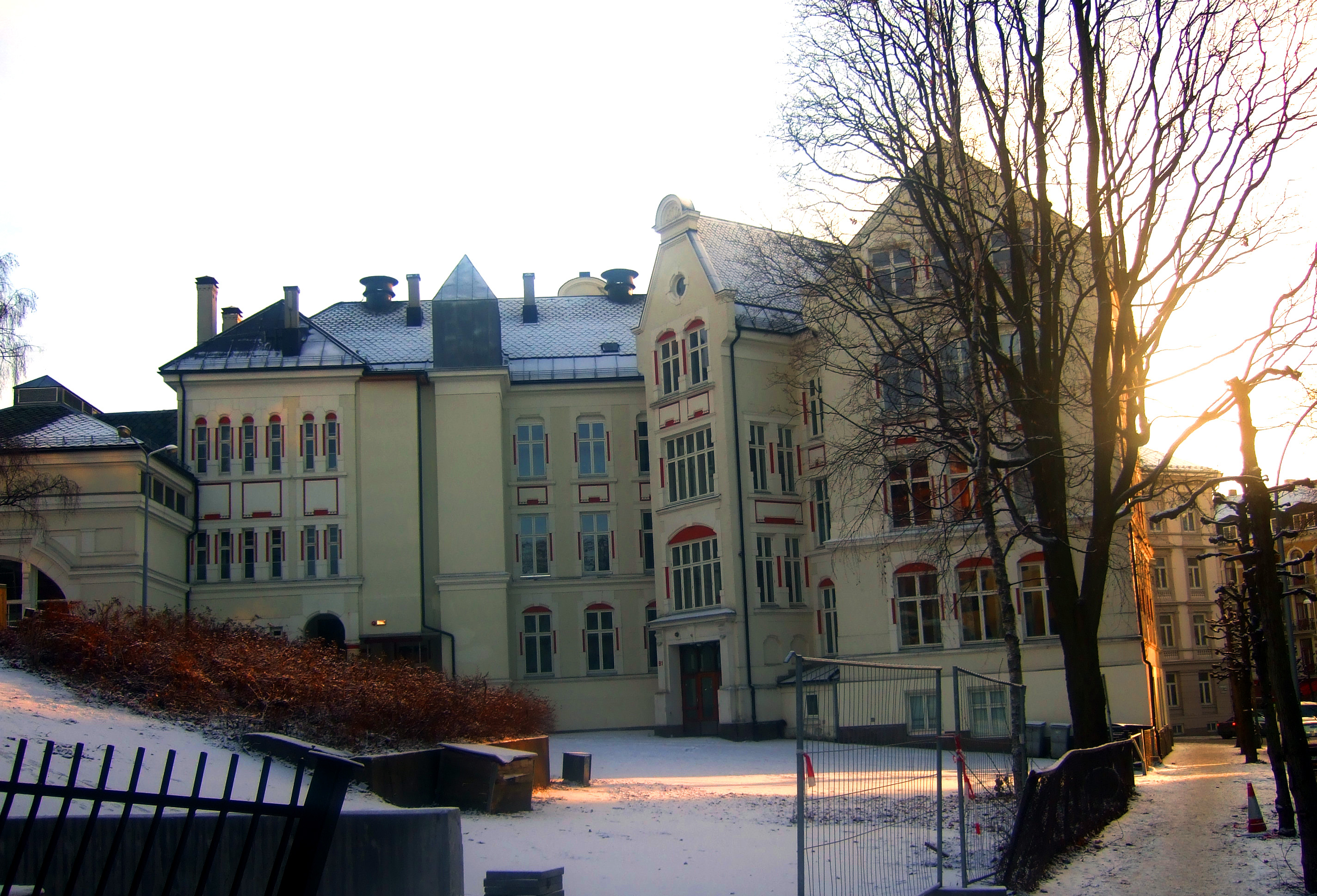
Il liceo Hartvig Nissens skole a Oslo

### Prima stagione
La prima stagione comprende undici episodi e vede come protagonista Eva Mohn. Altri personaggi ricorrenti sono le sue amiche Noora, Vilde, Sana e Chris. La trama parla della sua relazione con Jonas e della strada che ha dovuto percorrere per farsi notare e trovare un posto nel liceo.
| Nº | Titolo originale                             | Prima TV Norvegia |
| -- | -------------------------------------------- | ----------------- |
| 1  | Du ser ut som en slut                        | 25 settembre 2015 |
| 2  | Jonas, dette er helt dust                    | 2 ottobre 2015    |
| 3  | Vi er de største loserne på skolen           | 9 ottobre 2015    |
| 4  | Go for it din lille slut                     | 16 ottobre 2015   |
| 5  | Hva er det som gjør deg kåt?                 | 23 ottobre 2015   |
| 6  | Man vet når gutter lyver                     | 30 ottobre 2015   |
| 7  | Tenker alltid det er meg det er noe gale med | 13 novembre 2015  |
| 8  | Hele skolen hater meg                        | 20 novembre 2015  |
| 9  | Man er det man gjør                          | 27 novembre 2015  |
| 10 | Jeg tenker du har blitt helt psyko           | 4 dicembre 2015   |
| 11 | Et jævlig dumt valg                          | 11 dicembre 2015  |

### Seconda stagione
La seconda stagione comprende dodici episodi e vede come nuova protagonista Noora Sætre, amica di Eva. La sua relazione con William caratterizza la trama. Inoltre è la stagione con più episodi.
| Nº | Titolo originale                           | Prima TV Norvegia |
| -- | ------------------------------------------ | ----------------- |
| 1  | Om du bare hadde holdt det du lovet        | 4 marzo 2016      |
| 2  | Du lyver til en venninne og skylder på meg | 11 marzo 2016     |
| 3  | Er det noe du skjuler for oss?             | 18 marzo 2016     |
| 4  | Jeg visste det var noe rart med henne      | 25 marzo 2016     |
| 5  | Jeg er i hvert fall ikke sjalu             | 1º aprile 2016    |
| 6  | Jeg vil ikke bli beskytta                  | 22 aprile 2016    |
| 7  | Noora, du trenger pikk                     | 29 aprile 2016    |
| 8  | Du tenker bare på William                  | 6 maggio 2016     |
| 9  | Jeg savner deg så jævlig                   | 13 maggio 2016    |
| 10 | Jeg skal forklare alt                      | 20 maggio 2016    |
| 11 | Husker du seriøst ingenting?               | 27 maggio 2016    |
| 12 | Vil du flytte sammen med meg?              | 3 giugno 2016     |

### Terza stagione
La terza stagione consiste di dieci episodi, protagonista è per la prima volta un ragazzo, Isak Valtersen. La trama mette nel centro il suo amore per Even.
| Nº | Titolo originale              | Prima TV Norvegia |
| -- | ----------------------------- | ----------------- |
| 1  | Lykke til, Isak               | 7 ottobre 2016    |
| 2  | Du er over 18, sant?          | 14 ottobre 2016   |
| 3  | Nå bånder dere i overkant mye | 21 ottobre 2016   |
| 4  | Keen på å bade                | 28 ottobre 2016   |
| 5  | Samme tid et helt annet sted  | 4 novembre 2016   |
| 6  | Escobar season                | 18 novembre 2016  |
| 7  | Er du homo?                   | 25 novembre 2016  |
| 8  | Mannen i mitt liv             | 2 dicembre 2016   |
| 9  | Det går over                  | 9 dicembre 2016   |
| 10 | Minutt for minutt             | 16 dicembre 2016  |

### Quarta stagione
La quarta ed ultima stagione consiste in dieci episodi e vede come protagonista Sana Bakoush, eccetto per l'ultima puntata, in cui ogni clip ha il punto di vista di un altro personaggio principale (Vilde, Christoffer, Jonas, Chris, Even, William, Eskild e Linn).
| Nº | Titolo originale              | Prima TV Norvegia |
| -- | ----------------------------- | ----------------- |
| 1  | Du hater å henge med oss      | 14 aprile 2017    |
| 2  | Jeg er gutt, jeg får ikke hat | 21 aprile 2017    |
| 3  | Hva mener du om drikking?     | 28 aprile 2017    |
| 4  | Allah hadde digget deg        | 5 maggio 2017     |
| 5  | Hvis du er trist er jeg trist | 12 maggio 2017    |
| 6  | Har du en dårlig dag?         | 26 maggio 2017    |
| 7  | Vi må stå sammen              | 2 giugno 2017     |
| 8  | De storste loserne pa skolen  | 9 giugno 2017     |
| 9  | Livet smiler                  | 16 giugno 2017    |
| 10 | Takk for alt                  | 24 giugno 2017    |

### Bloopers
| Nº | Titolo originale | Prima TV Norvegia |
| -- | ---------------- | ----------------- |
| 1  | Prima stagione   | 9 dicembre 2018   |
| 2  | Seconda stagione | 12 dicembre 2018  |
| 3  | Terza stagione   | 14 dicembre 2018  |
| 4  | Quarta stagione  | 16 dicembre 2018  |

## Accoglienza
Episodi della prima stagione godevano di una media di 192.000 spettatori, il primo episodio è tra i contenuti più visti su NRK TV. Nella prima settimana del 2016 più della metà dello streaming su NRK TV era prodotto da Skam. La serie ha ricevuto buone critiche ed è stata lodata per trattare argomenti audaci e importanti. Nel novembre 2016, Martine Lunder Brenne di Verdens Gang l’ha definita “la serie TV più figa della Norvegia”, soprattutto per aver trattato l’omosessualità nella terza stagione. Il giornale NATT&DAG ha scelto Skam come migliore serie televisiva dell’anno. Gaytimes.co.uk l’ha consigliata ai lettori, sottolineando che era “molto più realistica” delle storie di Hollywood; i personaggi sarebbero “carini, ma impacciati e assolutamente credibili”.
A partire dalla terza stagione, Skam ha ricevuto molta attenzione dall’estero. Di seguito molti spettatori hanno chiesto al NRK di provvederli con sottotitoli inglesi. A causa delle licenze per le musiche usate nella serie il NRK ha dichiarato che non era possibile e che cercheranno di procedere contro chi sta diffondendo video sottotitolati non ufficiali.

## Riconoscimenti
Al premio televisivo norvegese Gullruten nel 2016 Skam ha ricevuto cinque premi: migliore fiction televisiva, migliore serie nuova, idea innovativa dell’anno, miglior montaggio per una fiction televisiva (Ida Vennerød Kolstø) e rivelazioni dell’anno (Julie Andem e Mari Magnus).

## Adattamenti
NRK ha venduto a network di vari paesi il format di Skam. Nel 2018 sono iniziate le programmazioni dei vari remake: il francese Skam France (febbraio), il tedesco Druck e l'italiano Skam Italia (entrambi nel mese di marzo), l'americano Skam Austin (aprile), l'olandese Skam NL e lo spagnolo Skam España (entrambi nel mese di settembre), il belga wtFock (ottobre) e il croato Sram (2024).
Sono previsti altri adattamenti dello show:
- Brasile[12][13]
- Polonia[13]
- Grecia[14][15]
- Turchia[16][17]
- Portogallo[18]
- Perù[19]
- Marocco[20]